# 伊朗政治
伊朗是伊斯蘭法學家和伊斯蘭共和國的監護國，根據《伊朗伊斯蘭共和國憲法》，伊朗總統、伊斯蘭議會和司法系統共享國家權力。伊朗政治發生在一個將神權政治和民主選舉相結合的框架中，伊朗最高领袖为政教合一的制度下，伊朗的最高领导人，政治地位和权力位居伊朗总统之上，而且是終身制。

## 現任人員
| 職務       | 名字                         | 照片 | 任期開始時間  |
| ---------- | ---------------------------- | ---- | ------------- |
| 最高領袖   | 阿里·哈梅內伊                |      | 1989年6月4日  |
| 總統       | 马苏德·佩泽希齐扬            |      | 2024年7月28日 |
| 第一副總統 | 穆罕默德·礼萨·阿雷夫         |      | 2024年7月28日 |
| 議會發言人 | 穆罕默德·巴吉尔·卡利巴夫     |      | 2020年5月28日 |
| 司法總監   | Gholam-Hossein Mohseni-Eje'i |      | 2021年7月1日  |